# Altpaläolithische Kleinkunst
| QS Vor- und Frühgeschichte | Dieser Artikel wurde aufgrund von inhaltlichen Mängeln auf der Qualitätssicherungsseite des WikiProjekts Vor- und Frühgeschichte eingetragen. Dies geschieht, um die Qualität der Artikel aus diesem Themengebiet auf ein akzeptables Niveau zu bringen. Bitte hilf mit, die inhaltlichen Mängel dieses Artikels zu beseitigen, und beteilige dich bitte an der Diskussion! |  |

Altpaläolithische Kleinkunst ist ein Sammelbegriff für vorgeschichtliche Steinwerkzeuge und Feuersteine aus dem Altpaläolithikum, die Gesichtern oder Tieren ähneln und die frühesten Kunstwerke der Menschheit darstellen sollen. Die überwiegende Mehrzahl der Wissenschaftler bezweifelt die Herstellung derartiger Plastiken vor dem Jungpaläolithikum und hält sie für Geofakte (Naturprodukte). Auch das Sammeln solcher „Figurensteine“ durch Neandertaler oder frühere Menschenformen lässt sich nicht belegen.
Die Entwicklungslinie der jungpaläolithischen Kleinkunst geht auf den anatomisch modernen Menschen zurück und begann vor etwa 70.000 Jahren im Middle Stone Age in Südafrika mit geometrischen Mustern. Figürliche Kleinkunst ist erst aus dem europäischen Aurignacien vor etwa 40.000 Jahren bekannt.

## Wissenschaftlich diskutierte Objekte
Altpaläolithische Kunstäußerungen von Homo erectus können erstmals mit rhythmisch angeordneten Strichfolgen auf Knochen vom Fundplatz Bilzingsleben geltend gemacht werden. Diese werden – da sie eine nicht-zweckgebundene Handlung widerspiegeln – als Proto-Kunst bezeichnet. Es handelt sich hier jedoch in keinem Fall um figürliche Darstellungen.
Venusfigurinen werden vereinzelt bereits für das Altpaläolithikum postuliert. Die so genannte Venus von Tan-Tan in Marokko ist ein Oberflächenfund des hessischen Archäologen Lutz Fiedler. Das zweite Objekt dieser Art ist die Venus von Berekhat Ram in Israel. Beide Stücke werden von vielen Fachwissenschaftlern jedoch für Geofakte, das heißt Naturspiele gehalten. Einige Wissenschaftler, insbesondere Alexander Marshak und Robert G. Bednarik, erkennen jedoch an, dass es sich hierbei um willentlich veränderte Manuporte handelt, die bewusst von Menschen so bearbeitet wurden, dass der figurative Charakter betont wurde. Die Kontroverse hierzu ist noch nicht abgeschlossen. Die älteste unumstrittene Venusfigurine ist die Venus vom Hohle Fels aus dem Aurignacien.

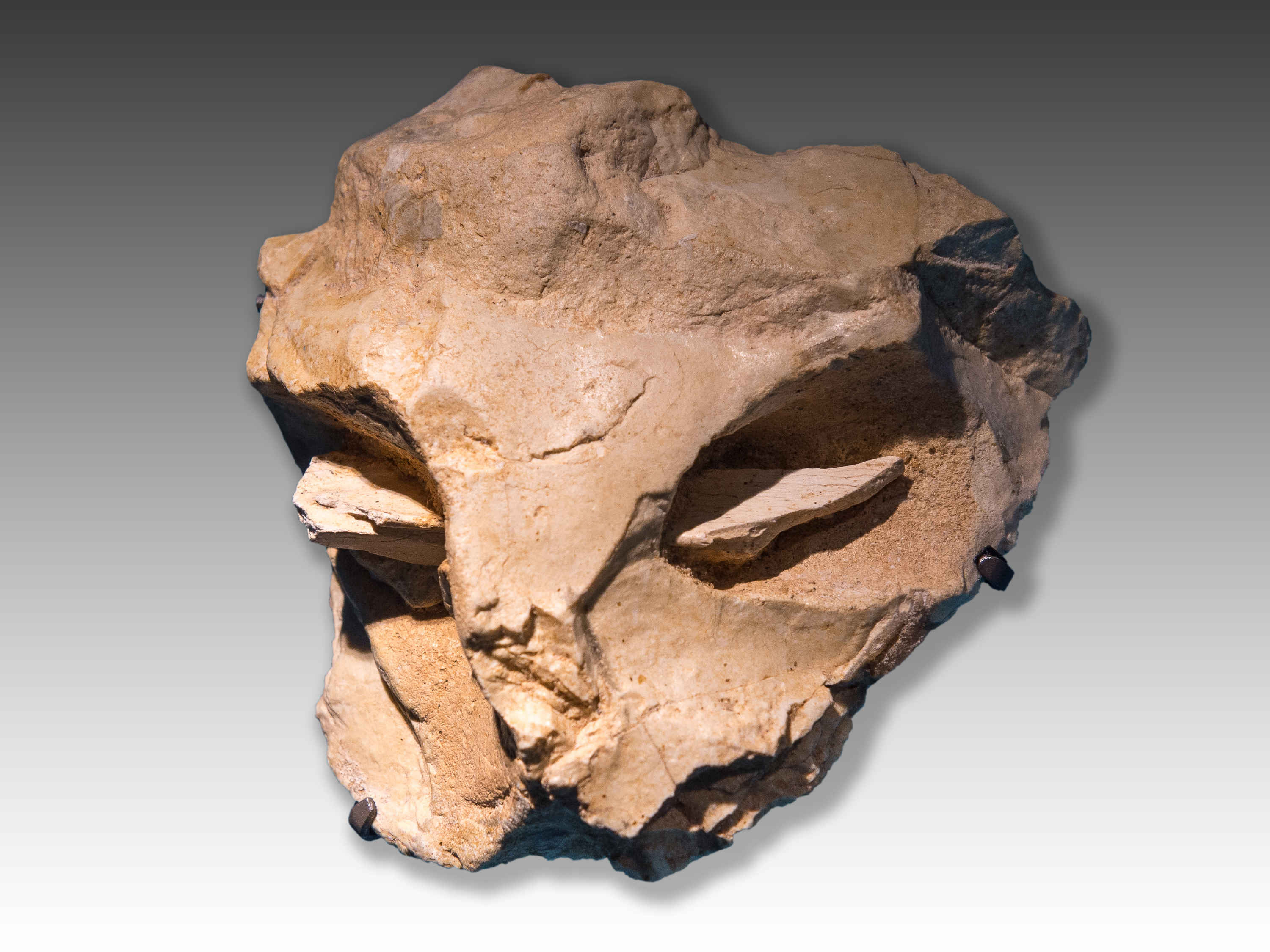
Maske von La Roche-Cotard

Die Möglichkeit einer Manipulation durch Menschen zeigt die Maske von La Roche-Cotard. Das Objekt stammt aus einem rund 75.000 Jahre alten, gesicherten Schichtzusammenhang des Moustériens, also der Zeit der späten Neandertaler und wurde im Bereich der Fundstätte von La Roche-Cotard mit Sicherheit von Neandertalern bearbeitet. Kontrovers wird allerdings erörtert, ob die dadurch entstandene Ähnlichkeit mit einem menschlichen Gesicht beabsichtigt war.
Acht aus den Grabungen von Krapina erhaltene Klauen von Seeadlern wurden im Jahr 2015 mit Hilfe von Lichtmikroskopen untersucht. In einer Fachveröffentlichung berichteten die Forscher, bei eingekerbten und polierten Stellen an den Klauen seien eine natürliche Herkunft oder zufällige Einwirkungen auszuschließen. Daher kamen sie zu dem Schluss, dass die Klauen vermutlich als dekorative Teile einer Halskette verwendet wurden. Weitergehend folgerten die Autoren, dass es bereits vor 130.000 Jahren eine symbolische Nutzung von Gegenständen durch Neandertaler in Europa gab, das heißt, schon lange vor deren Kontakt mit Homo sapiens. Unterstützt wurde diese Interpretation 2019 durch den Nachweis von Schnittspuren an Flügelknochen von Steinadlern (an Knochen, die kaum Fleisch ansetzen) aus anderen Fundstellen in Mittel- und Westeuropa, was als Beleg für eine sorgfältige Abtrennung der Federn von den Knochen bewertet wurde. Dies gab den Autoren Anlass für die Vermutung, dass die Federn als Schmuck gedient haben könnten. Schnittspuren fand man auch an einem Zehen-Knochen aus der Foradada-Höhle in Calafell (Spanien), der vermutlich einem Iberienadler zuzuschreiben ist.

## Umstrittene altpaläolithische Kleinkunst in Deutschland
Die Diskussion um „Kleinskulpturen“ aus Feuerstein brachte der französische Hobbyarchäologe Jacques Boucher de Perthes in der ersten Hälfte des 19. Jahrhunderts auf. Er deutete die von ihm gefundenen „Figurensteine“ als älteste Zeugnisse menschlicher Kunst und verfasste darüber 1847 das Buch „Antiquités Celtiques et Antédiluviennes“. Damit schmälerte er für einige Jahrzehnte den Ruhm um die ebenfalls durch ihn entdeckten Faustkeile im Tal der Somme, auf deren Basis die Kulturstufe des Acheuléens aufgestellt wurde. Der Prähistoriker Hugo Obermaier (1877–1946) äußerte sich anfangs zwar kritisch zu den Funden, akzeptierte aber zu Beginn des 20. Jahrhunderts die mögliche Authentizität der Kleinkunstwerke.

### Walther Matthes
Einen neuen Impuls der Diskussion um altpaläolithische Kleinkunst in deutscher Sprache gab es seit den 1960er Jahren durch Publikationen von Walther Matthes (1901–1997). Matthes war von 1934 bis 1969 Professor für „Vorgeschichte und Germanische Frühgeschichte“ an der Universität Hamburg.
Durch den Ingenieur Hans Oeljeschlager aus Hamburg-Poppenbüttel wurde Matthes 1957 auf den altsteinzeitlichen Fund von drei vorgeblichen Kleinskulpturen aus Feuerstein aufmerksam, die Oeljeschlager im Alstertal in den Jahren 1932/33, zusammen mit Feuersteinwerkzeugen (Klingen, Schaber etc.), gemacht hatte und „Gesichtssteine“ nannte. Matthes datiert die Funde aus einer Grundmoräne, die er für echte Artefakte hält, in die Risseiszeit, also in die Periode des Neandertalers. Wie später Elisabeth Neumann-Gundrum (1981) mit ihren Großskulpturen, glaubt Matthes, dass vorgeschichtliche Menschen in der Natur vorgefundene Formen durch Nachbearbeitung verdeutlicht haben.
Herbert Kühn äußerte sich 1965 zustimmend zu den Interpretationen von Matthes: „Diese Skulpturen gehören in die Zeit zwischen 250.000 und 150.000 und offenbar noch davor.“
Auch der Heimatforscher Friedrich Schäfer beschäftigte sich mit vermeintlichen Kleinplastiken und sammelte gemeinsam mit Matthes im Jahre 1958 weiteres paläolithisches Material am Fundplatz Pivitsheide im Lipper Land.
In den folgenden Jahren legte Matthes eine umfangreiche Sammlung entsprechender Objekte aus Norddeutschland an. Da offizielle Museen an seiner Sammlung keinerlei Interesse zeigten, stellte Matthes die Objekte Anfang 1963 in 28 Schauschränken in den Räumen seines Seminars an der Universität Hamburg aus. Eine Nachfrage im Jahr 2000 bei der Universität Hamburg ergab, dass die „Figurensteine“ von Matthes bei seiner Emeritierung als Privatbesitz mitgenommen wurden und über den weiteren Verbleib nichts bekannt sei.
Im Jahre 1969 publizierte Matthes ein Buch zur figuralen Eiszeitkunst mit dem Titel Eiszeitkunst im Nordseeraum in Zusammenarbeit mit dem Verein Helgoland, Geschichte und Kultur der Deutschen Bucht e.V.
Von der akademischen Wissenschaft werden die Deutungen dieser Objekte als Kleinskulpturen einhellig abgelehnt und die Steine als Naturprodukte oder Steingerätschaften interpretiert, die nur zufällige Ähnlichkeiten mit Gesichtern oder Tieren aufweisen. Es gibt offenbar keine überzeugenden Hinweise auf eine gezielte Bearbeitung.
Laut Aussage des Wissenschaftlers Rainer Michl von der Universität Hamburg bestand von Seiten der Universität kein Interesse an der Sammlung von Prof. Matthes, da es sich „… nach einhelliger Meinung von Steinzeit- und Steinschlagtechnik-Fachleuten – eindeutig nicht um Artefakte sondern um Naturprodukte handelte . … Die Matthesche Auffassung ist wohl als Kuriosum zur Kenntnis genommen worden“.
Akzeptanz fanden die Thesen von Matthes bei Autoren im rechtsextremen Grabert-Verlag.

### Andere Arbeiten über altsteinzeitliche Kleinskulpturen
Eine umfassende Diskussion der Geschichte der „eiszeitlichen Kleinkunstwerke“ findet sich bei Katholing, der folgende Protagonisten erwähnt:
- Der NS-Esoteriker Karl Maria Wiligut, der von Heinrich Himmler und seiner Stiftung „Ahnenerbe“ protegiert wurde, besaß eine eigene Sammlung angeblich prähistorischer Artefakte.
- Dorothea Regber beschreibt einige angeblich aus der Eiszeit stammende Artefakte, die sie Igel-, Mammut- und Herzsteine nennt.[15]
- Kurt E. Kocher diskutiert einige angebliche Kleinkunstwerke von Neandertalern und Homo erectus aus Deutschland.[16]
- Der Laie Hans Grams vertritt die Auffassung, Plastiken mit Kopf- und Gesichtsdarstellungen auf Geröllen seien von Frühmenschen hergestellt worden.[17]